# Regni dell'antica Irlanda

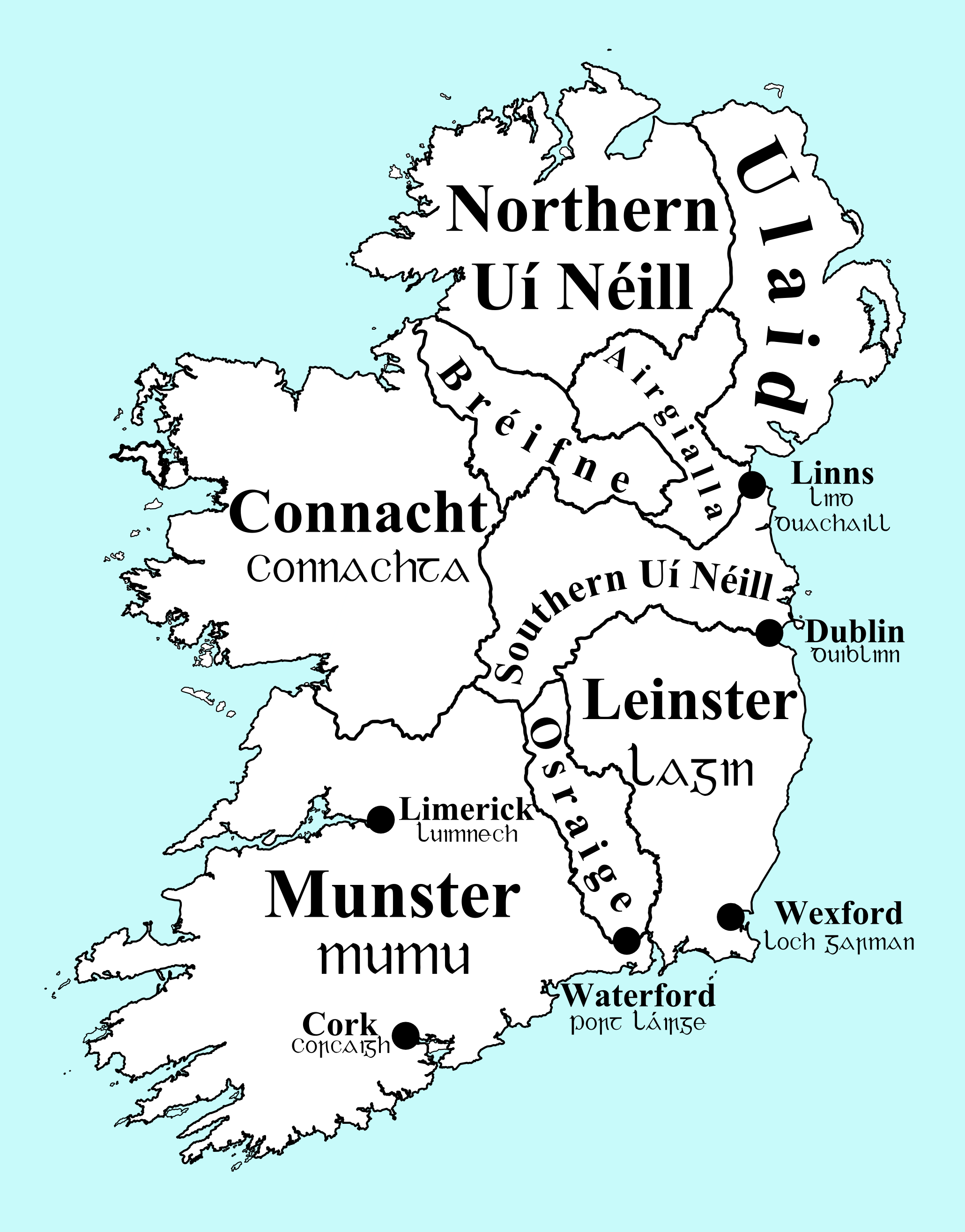
Irlanda nel '900

I regni dell'antica Irlanda di cui si ha notizia sono menzionati nella Geografia di Tolomeo, scritta nel II secolo. Tolomeo menziona i Vennicni, i Robogdi, gli Erdini, i Magnati, gli Autini, i Gangani,  i Vellabori, i Darini, i Volunti, gli Eblani,  i Cauci, i Menapi, i Coriondi e i Briganti.
La pseudostoria medievale fornisce una suddivisione ideale dei regni: Ulaid (Ulster) nel nord, Cóiced Ol nEchmacht (Connacht) nell'ovest, Mumha o Mhumhain (Munster) nel sud, e Laighin (Leinster) ad est. Tutti circondavano il regno centrale di Míde (il cui nome è oggi sopravvissuto nelle contee di Meath e Westmeath). Ciascuno aveva il proprio sovrano, sotto il dominio del re supremo d'Irlanda, che regnava da Tara, nel Míde.
In epoca storica Míde scomparve come provincia. Gli altri rimasero, contenendo al loro interno un ampio numero di tuatha o sub-regni, in una situazione di continua instabilità. Dalle fonti storiche sono:

## Ulster

### Tempi più antichi
- Darini, nelle contee di Tyrone, Armagh e Down, forse un ramo degli Érainn e legati, secondo la leggenda alla divinità Dáire
- Erdini, nella contea di Fermanagh
- Robogdi, nella contee di Antrim e Londonderry, forse connessi con la Dál Riata
- Venicni, nella contea di Donegal
- Volunzi, forse il popolo poi conosciuto col nome di Ulaid, nelle contee di Armagh, Down, Monaghan e Cavan

### Primo periodo cristiano
- Airgialla o Oirghialla o Oriel
- Airthir
- Cairpre Droma Cliab
- Cenél Conaill (Tir Chonaill)
- Cenél nEogain (Tir Eogain)
- Conaille Muirtheimne
- Cruithne
- Cuib
- Dál nAraidi
- Dál Fiatach
- Dál Riata
- Dartraige
- Eilne
- Uí Echach Coba
- Uí Néill del nord
- Ulaid

## Meath

### Tempi più antichi
- Ebdani, Eblani o Blanii (forse varianti dello stesso nome)

### Primo periodo cristiano
- Cianachta
- Uí Néill del sud

## Leinster

### Tempi più antichi
- Briganti nella parte meridionale della contea di Wexford, presenti anche in Britannia e forse connessi alla divinità femminile Brigid
- Cauci, attorno Dublino
- Coriondi, parte settentrionale della contea di Wexford, forse connessi col popolo britannico dei coritani
- Manapi, nella contea di Wicklow. Il loro nome era legato anche alle contee di Fermanagh e Monaghan, sebbene si trovassero più a nord

## Munster

### Tempi più antichi
- Gangani o Concani, nelle contee di Limerick e Clare, che vivevano anche nel Galles - Tolomeo parla della penisola di Lleyn, il promontorio dei the Gangani
- Iverni, nella contea di Cork, poi conosciuti come Érainn
- Luceni, nelle contee di Kerry e Limerick
- Usdiae, Udiae o Vodi, nelle contee di Waterford e Cork, forse collegati coi successivi Osraige
- Uterni, nella contea di Cork
- Vellabori o Velabri, nella contea di Kerry

### Primo periodo cristiano
- Builg
- Corcu Duibhne
- Corcu Loígde
- Déisi
- Eóganachta
- Érainn
- Osraige

## Connacht

### Tempi più antichi
- Auteini, nella contea di Galway, identificati coi successivi Uaithne
- Nagnatae, nella contea di Mayo, forse connessi coi Ol nÉcmacht; Cóiced Ol nEchmacht era un antico nome del Connacht.

### Primo periodo cristiano
- Aidhne o Ui Fiachrach Aidhne
- Breifne
- Conmaicne Mara
- Connachta
- Corco Moga
- Delbhna
- Delbhna Nuadat
- Delbhna Tir Dha Locha
- Fir Domnann (aka Irrus Domnann)
- Hy Briuin Ai
- Hy Diarmata
- Hy Fiachrach Aidhne
- Hy Fiachrach Fionn
- Hy Fiachrach Muaidhe
- Hy-Many
- Kinela
- Moylurg
- Muintir Murchada
- Síol Anmchadha
- Síol Muirdeach
- Tír Soghain
- Uí Fiachrach